# 陆熙炎
陆熙炎（1928年8月29日—2023年1月4日），生于江苏苏州。1951年毕业于浙江大学化学系。中国科学院上海有机化学研究所研究员。曾任《中国化学》主编。1991年当选为中国科学院学部委员（院士）。